# Rødkilde Skole
Denne side handler om skolen i København. For gymnasiet i Vejle, se Rødkilde Gymnasium.
Rødkilde Skole, anno 2012, er en folkeskole med ca. 725 elever i Københavns Kommune.
Rødkilde Skole er beliggende på grønningen foran Bellahøjhusene med udsigt over hele København.
Skolen er tegnet af arkitekt Viggo Jacobsen og den blev taget i brug i 1948, og i 2003 udbygget fra 2 til 4 spor.

## Skoleledere
- Jørgen Guldborg indtil 30. august 2010
- Anders Busk fra 1. september 2010
- Peter Daniel Andersen fra 01. januar 2016